# نايجل هاميلتون
نايجل هاميلتون (بالإنجليزية: Nigel Hamilton)‏ هو كاتب سير ومؤرخ عسكري بريطاني، ولد في 16 فبراير 1944 في Alnmouth ‏ في المملكة المتحدة.

## وصلات خارجية
- نايجل هاميلتون على موقع IMDb (الإنجليزية)
- نايجل هاميلتون على موقع قاعدة بيانات الفيلم (الإنجليزية)